# Cristina, a Incrível
Cristina, cognominada "a Incrível" ou "a Maravilhosa" (em latim: Christina Mirabilis)  foi uma mulher piedosa, beguina e mística belga do século XII. Ela foi considerada uma santa ainda em vida, e logrou fama durante os séculos posteriores à sua morte, conforme observado por sua aparição no Fasti Mariani, o Calendário dos Santos de Andreas Brunner em 1630, e na Vidas dos Santos - Edição Concisa, de Alban Butler, publicado no século XVIII.

## Vida
Christina nasceu em uma família religiosa, a caçula de três filhas. Depois de ficar órfã aos quinze anos, ela trabalhou como pastora de animais, levando o rebanho para o pasto. No entanto, quando tinha 20 anos, sofreu uma forte crise epiléptica, e essa condição de convulsão mostrou-se tão grave que acabou em Catalepsia patológica onde as testemunhas presumiram que ela havia morrido de fato. Assim, realizou-se um funeral, mas durante a missa de corpo presente, ela se levantou do caixão cheia de vigor, estupefata e assombrando toda sua cidade de Sint-Truiden que presenciara essa maravilha. Naquele instante levitou, sob olhar atento dos presentes, até o teto da Igreja, quando, sob a ordem do padre oficiante, desceu próximo ao altar e explicou que não suportava o mau cheiro das pessoas pecadoras que estavam ali no recinto.
Reportou que enquanto seu corpo jazia no caixão sendo velado pelos concidadãos, sua alma foi levada ao Inferno, ao Purgatório e ao Paraíso e relatou sua experiência de quase morte, testemunhando tudo o que se passou consigo nesses estados. Afirmou que assim que sua alma foi separada de seu corpo, os anjos a conduziram para um lugar muito sombrio, inteiramente cheio de almas cujos tormentos que ali padeciam eram tais que eram impossíveis de descrever. Ela alegou que lhe foi oferecida a possibilidade de permanecer no céu ou retornar à terra para realizar penitência e libertar almas das chamas do purgatório. Cristina concordou em escolher voltar à vida e ressuscitou naquele instante. Ela verbalizou explicitamente aos que estavam ao seu redor que retornara à vida com o único propósito de sofrer pelo alívio dos fiéis defuntos e converter os pobres pecadores. 
Conforme podemos ler no relato do cônego regular dominicano monge Thomas de Cantimpré:
Assim que minha alma foi separada de meu corpo, foi recebida pelos anjos que primeiro a conduziram a um lugar muito escuro, inteiramente cheio de almas e os tormentos que elas suportaram naquele lugar pareciam-me tão excessivos que é impossível dar uma ideia aproximada da sua gravidade (...) Eu vi muitos de meus conhecidos entre eles e, profundamente tocada por sua triste condição, perguntei se ali acaso era o Inferno, mas me disseram que era o Purgatório. Foi então que meus anjos da guarda levaram-me para o Inferno, onde pude novamente identificar aquelas pessoas que conheci em vida. Em seguida, fui transportada para o Céu, até ao Trono da Divina Majestade, onde fui recebida com olhos favoráveis e experimentei uma alegria extrema e estas palavras me foram ditas: "Na verdade, minha querida, um dia você estará comigo. Agora, entretanto, eu permito que você escolha ficar comigo aqui ou retornar à Terra para cumprir uma missão de caridade e sofrimento para libertar das chamas do Purgatório as almas que te inspiraram tanta compaixão, [e] você sofrerá por elas na terra: você suportará grandes tormentos, porém sem morrer de seus efeitos. E você não apenas aliviará os mortos, mas o exemplo que você dará aos vivos e seu sofrimento contínuo levará os pecadores a se converterem e a expiarem seus crimes. Depois de completar esta nova vida, você voltará aqui carregada de méritos a gozar o Céu".

Cristina, ouvindo essas palavras e vendo os grandes benefícios que as almas tirariam de sua volta ao mundo para penitenciar-se, decidiu sem hesitar voltar à vida e imediatamente ressuscitou. Ela disse aos que a cercavam que seu único propósito ao retornar fora o alívio dos mortos e a conversão dos pecadores e que ninguém deveria se surpreender com a penitência que ela praticaria, nem com a vida que levaria doravante. Diz-se que ela disse: "Será tão extraordinário que nada assim jamais aconteceu em toda a história". A penitência pelas almas no Purgatório e a conversão dos pecadores se tornaria a maior preocupação de sua vida dali em diante. 

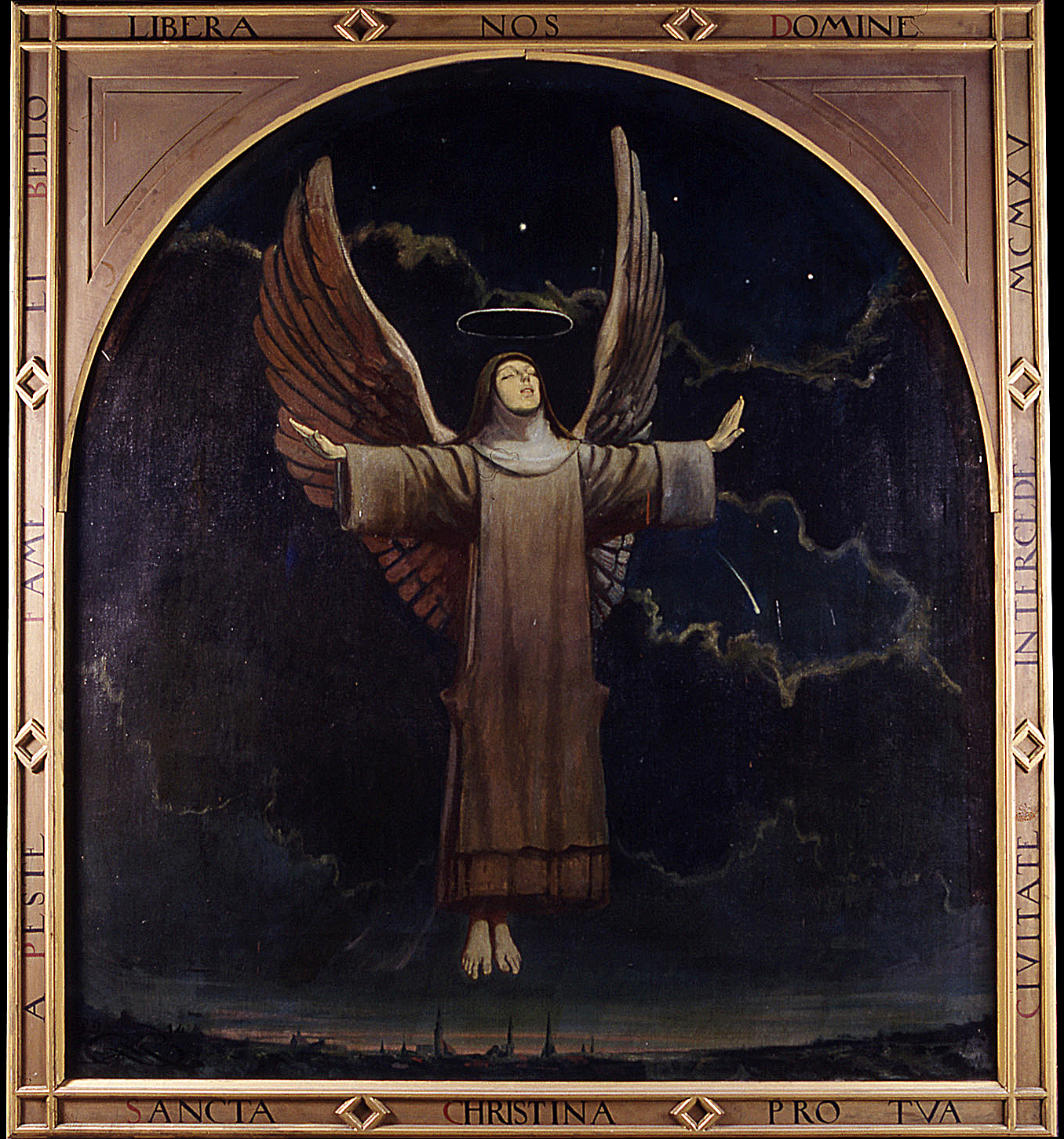
Foto da igreja de Santa Cristina, a Maravilhosa (Mirabilis) com a legenda "Da peste, da fome e da guerra, livrai-nos Senhor - Santa Cristina, por sua comunidade, intercedei" - reconhecendo sua santidade generalizada pelos leigos, conforme permitido pela Igreja Católica.

Cristina começou imediatamente a obra para a qual acreditava ter sido enviada por Deus, e renunciou completamente a todos os confortos da vida, mudou-se para a área central das muralhas de Sint-Truiden na Diocese de Liège, reduziu-se à extrema miséria, vestiu-se em farrapos, viveu sem casa e sem lar, dormindo sobre pedras, fazendo jejuns extenuantes e castigando-se sobremaneira mas ainda não contente com a severidade de suas privações, buscou avidamente tudo o que pudesse lhe causar sofrimentos. No início, ela fugiu de todo contato humano mas, suspeita de estar possessa, foi presa. Imediatamente solta, começou a praticar a penitência extrema, sob a direção de Jacques de Vitry. 
Santa Cristina foi distinguida por Deus com vários Carismas, Dons do Espírito Santo e Habilidades psíquicas. Cristina morreu de causas naturais no mosteiro dominicano de Santa Catarina em Sint-Truiden, aos 74 anos. Conforme testemunhou a prioresa, apesar de seu comportamento, Cristina sempre obedeceu humilde e completamente a qualquer ordem que lhe desse a superiora do mosteiro. Na arte religiosa, Cristina é retratada como uma freira alada.

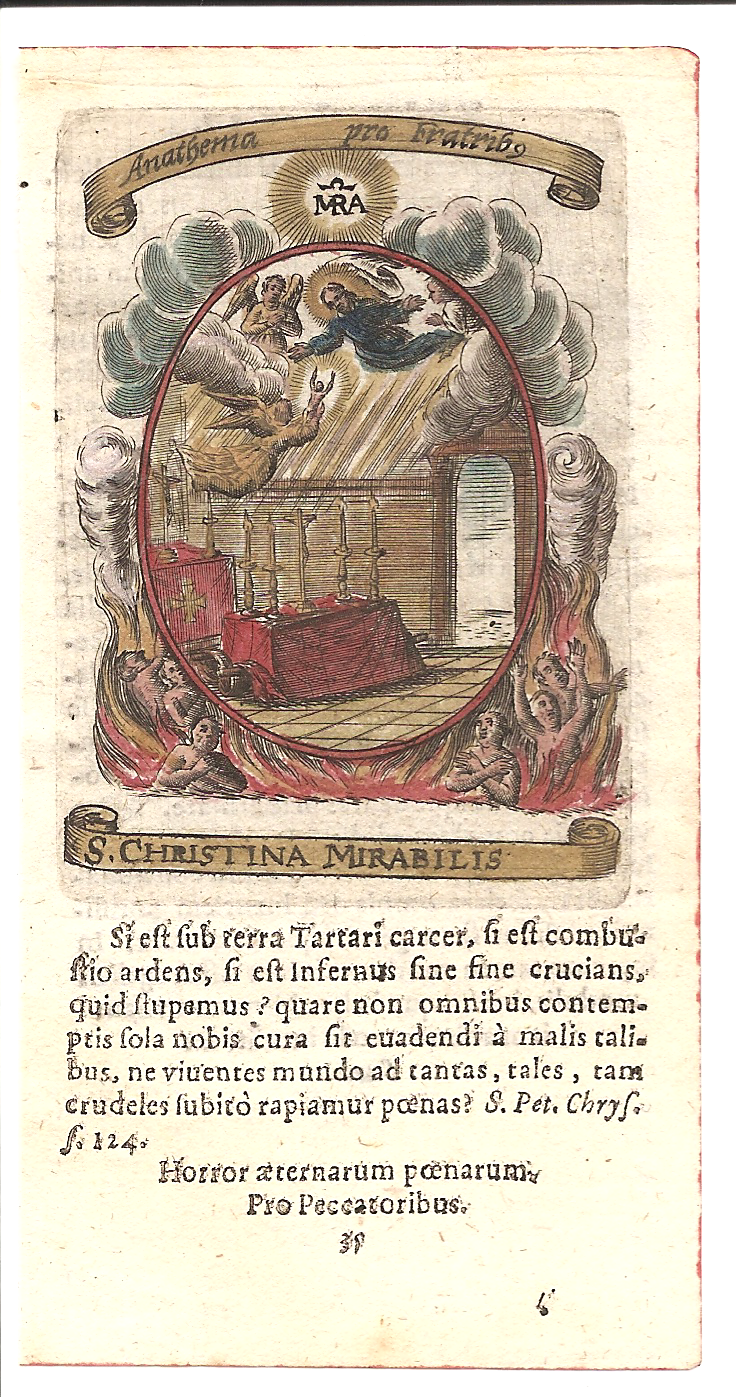
Cristina, a Incrível, aparecendo no Fasti Mariani (1630), o Calendário de Santos do Historiador Jesuíta Andreas Brunner - sua festa, dia 24 de julho, está indicada na página.

### O testemunho do Cardeal Jacques de Vitry
Jacques de Vitry, se encontrou com Cristina várias vezes e testemunhou suas penitências extraordinárias: ela se jogava proposital e regularmente em fornos ardentes, de chamas devoradoras, ali sofrendo grandes torturas por longos períodos, proferindo gritos terríveis, mas saía deles sem nenhuma queimadura. No auge do rigoroso inverno europeu ele viu Cristina mergulhar no Rio Mosa com água congelada e ali permanecer orando e implorando a misericórdia de Deus por horas, dias e até semanas a cada vez, sem sofrer o mínimo desconforto. Às vezes ela se permitia levar pelas correntezas rio abaixo até ser sugada por um moinho onde, segundo ele, "a roda girava com ela de uma maneira terrível de se ver", mas ela nunca sofreu qualquer deslocamento ou quaisquer ossos quebrados. Vitry também a viu ser perseguida e atacada por cães que a alcançaram e morderam intensamente, mas nenhum dano lhe sucedeu. Testemunhou que isso se dera em várias ocasiões. Toda sorte de aflição por si conhecida ela escolheu sofrer: corria descalça entre pontiagudos espinhos e brasas incandescentes. Mas mesmo com todas estas coisas, ela sempre saia ilesa.
Manuseava o fogo com desenvoltura, submergia profundamente nas águas, trancava-se por longos períodos em tumbas, sempre permanecendo impávida. Ele tinha êxtases frequentes durante os quais cantava em latim, uma língua que nunca havia aprendido, com uma voz angelical. Em êxtase também afirmava ter guiado as almas de pessoas recém-falecidas ao Purgatório, e as do Purgatório ao Paraíso; além disso, ela alegou que não podia suportar a proximidade de certas pessoas porque podia sentir o cheiro horrível de seus pecados e, para evitá-los, subia em árvores ou edifícios, escondia-se em fornos ou armários, ou até levitava nas alturas. Ela foi presa uma segunda vez porque muitos a consideravam uma louca ou possessa e, quando foi libertada, comportou-se com mais moderação em suas penitências, mas sempre aconselhando, orando e profetizando sobre as pessoas. Santa Lutgarda ingressou na Ordem cisterciense precisamente por seguir um conselho de Cristina. A beata Maria d'Oignies muito se aconselhava com Cristina e a tinha em alta conta. 

### O testemunho do CardealSão Roberto Belarmino
O grande cardeal romano assim se referiu a Santa Cristina, a Incrível: 
Temos razão para crer no seu testemunho, pois tem por garantia outro grave autor, Jacques de Vitry, Bispo e Cardeal, e porque relata o que aconteceu no seu próprio tempo, e mesmo na província onde viveu. Além disso, os sofrimentos desta admirável virgem não estava escondido [dos seus concidadãos]. Todos puderam ver que ela estava no meio das chamas sem ser consumida e coberta de feridas, todas as quais desapareceram alguns momentos depois. Mas mais do que isso foi a vida maravilhosa que ela levou durante quarenta e dois anos depois que ela ressuscitou dos mortos, Deus claramente mostrando que as maravilhas operadas nela era pela virtude do alto. As conversões impressionantes que ela efetuou, e os milagres evidentes que ocorreram após sua morte, provaram claramente o dedo de Deus, e a verdade daquilo que, após sua ressurreição, ela havia revelado a respeito da outra vida. Deus quis silenciar aqueles libertinos que fazem profissão aberta de não acreditar em nada, e que têm a audácia de perguntar com desprezo: Quem voltou do outro mundo? Quem já viu os tormentos do Inferno ou do Purgatório? Eis duas testemunhas. Elas nos asseguram que as viram e que são terríveis. O que se segue, então, se não que o incrédulo é indesculpável, e que aqueles que crêem e, no entanto, negligenciam fazer penitência estão ainda mais condenados?

## Culto e Mecenato
Santa Cristina, a Incrível, é reconhecida como santa desde o século XII. Ela foi colocada no calendário dos santos por pelo menos dois bispos da Igreja Católica em dois séculos diferentes (17 e 19) que também reconheceram sua vida em uma ordem religiosa e preservação de suas relíquias. A Igreja Católica permite e reconhece a veneração dos santos sustentada pelos leigos; a canonização é entendida como uma reafirmação dos exemplos mais notáveis de vida cristã mencionados no Catecismo da Igreja Católica, e Santa Cristina, a Incrível, tendo o reconhecimento da Igreja na Idade Média, deve seu título de Santa declarado pelo Magistério da Igreja e Tradição sagrada.
Suas relíquias foram originalmente preservadas na Abadia de Nonnenmielen, na aldeia de Metsteren, e mais tarde foram transladadas para a Igreja dos Redentoristas em Sint-Truiden.
Embora nunca formalmente canonizada, permanece uma forte devoção a Santa Cristina em Limburg. As orações são tradicionalmente feitas a Cristina para pedir sua intercessão pelos moleiros, pelos que sofrem de doenças mentais e pelos profissionais de saúde mental em geral.